# 浅原利正
浅原 利正（あさはら としまさ、1946年8月12日 - ）は、日本の外科医、広島大学名誉教授。第11代広島大学学長（2007年5月21日～2015年）。広島県双三郡作木村(現 三次市作木町)出身。

## 経歴
- 1971年　広島大学医学部医学科卒業
- 1984年　医学博士（広島大学）
- 1999年　広島大学医学部教授
- 2007年　広島大学学長

## 受賞
- 1998年　広島医学会賞
- 2001年　厚生労働大臣感謝状（臓器不全対策推進功労）
- 2016年　中国文化賞